# Steganthera ilicifolia
Steganthera ilicifolia är en tvåhjärtbladig växtart som beskrevs av A. C. Smith. Steganthera ilicifolia ingår i släktet Steganthera och familjen Monimiaceae. Inga underarter finns listade i Catalogue of Life.